# Falta de Chá
O Falta de Chá é um grupo de dois humoristas portugueses composto por Guilherme Duarte e Ricardo Cardoso.
Apostam em formatos onde abordam variadíssimos temas da sociedade, em conjuntos de sketches humorísticos.

## História
Escrito e criado pelos humoristas Guilherme Duarte e Ricardo Cardoso, que começaram as suas carreiras individualmente, ambos com projectos de grande impacto na Internet. Conheceram-se num curso de escrita de comédia, e deram-se bem desde então. Mais tarde Ricardo Cardoso convidou Guilherme Duarte para juntos fazerem uma série de sketches  à qual, mais tarde, dariam o nome «Falta de Chá».
Com influências como o Herman José, Gato Fedorento, Porta dos Fundos, Key & Peel e, claro, Monty Python, trazem-nos um estilo novo de humor sempre com ritmo e diversidade.
A estreia oficial do duo foi em Outubro de 2016, quando os 2 comediantes decidem publicar a primeira temporada.

## Programas
| Programa | Programa     | Nº de Episódios | Dia de Estreia      | Final da Temporada   | Data de Estreia em Televisão    |
| -------- | ------------ | --------------- | ------------------- | -------------------- | ------------------------------- |
|          | 1ª Temporada | 10              | 17 de Outubro, 2016 | 19 de Dezembro, 2016 | 9 de Março, 2018 na SIC Radical |
|          | 2ª Temporada | A ser anunciado | A ser anunciado     | A ser anunciado      | A ser anunciado                 |

### 1ª Temporada (2016)
A primeira temporada conta com 54 sketches divididos por dez episódios de cinco a seis minutos e alcançou mais de um milhão de visualizações.

Os sketches variam desde o humor non-sense, observacional, negro e de intervenção. A série começa com a premissa em que vivemos num mundo onde os humoristas são presos devido à lei seca do humor que vigora. Os humoristas são perseguidos e condenados se ultrapassarem os limites do humor. Esta é a base para o início da série que depois se desenrola por vários sketches soltos em vários episódios. Para cada episódio há um tema central, desde desemprego, religião, morte, sexo, em torno dos quais giram alguns dos skecthes. Existem algumas personagens recorrentes entre episódios e o final fecha a narrativa inicial dos limites do humor.
Toda esta temporada foi filmada pela produtora «Até Que Enfim» O último episódio lançado desta temporada foi a 19 de Dezembro de 2016, intitulado de "Ofendidos da Net".
A partir 9 de Março de 2018 o canal SIC Radical começou a transmitir a primeira temporada, marcando assim a estreia do duo humorístico na televisão e criando vários anúncios alusivos a esse evento.

### 2ª Temporada e Futuro
Ainda é cedo para se saber ao certo a data de lançamento da segunda temporada, a única informação que existe é que Guilherme Duarte e Ricardo Cardoso, encontram-se neste momento na fase de escrita.